# Sumiteru Taniguchi
Sumiteru Taniguchi (谷口 稜曄, Taniguchi Sumiteru, 26 de janeiro de 1929 – 30 de agosto de 2017) foi um sobrevivente do bombardeamento atômico em Nagasaki em 1945, um proeminente ativista de um tratado que proíbe as armas nucleares e presidente do Conselho de Sofredores da Bomba Atómica de Nagasaki.

## Início da vida
Taniguchi Sumiteru nasceu em Fukuoka, Japão, em 1929. A sua mãe morreu quando ele tinha um ano e meio de idade. Depois disso, o seu pai decidiu mudar-se para outro local para trabalhar e acabou por ser operador de locomotivas na Manchúria. Taniguchi e os seus dois irmãos foram viver com a família da sua mãe em Nagasaki, onde foi criado pela sua tia. No início de 1943 Taniguchi começou a trabalhar como carteiro para os correios de Nishiura-Kami, em Nagasaki, o que continuou a fazer em 1945, quando ocorreu a explosão nuclear.

## Bombardeamento atómico de Nagasaki
Na manhã de 9 de agosto de 1945, Taniguchi, de 16 anos, encontrava-se a cerca de 1800 metros a norte do hipocentro, entregando correspondências em sua bicicleta, sem camisa, devido ao tempo quente de verão, quando a "Fat Man" explodiu no céu sobre Urakami. O clarão de calor da bomba feriu gravemente Taniguchi, provocando-lhe queimaduras quase instantâneas, mas a explosão que se seguiu não lhe causou ferimentos graves, pois ele agarrou-se ao chão enquanto os edifícios explodiam à sua volta. As queimaduras graves derreteram a pele das costas e do braço esquerdo, mas Taniguchi afirma que não sangrou nem sentiu qualquer dor devido ao fato de as terminações nervosas terem sido queimadas. Cansado e desorientado, dirigiu-se ao túnel da Fábrica de Armas Mitsubishi Sumiyoshi, situada cerca de 200 metros do local onde se encontrava no momento da explosão, onde uma sobrevivente o ajudou a cortar as partes soltas da pele e a esfregar óleo de máquina no seu braço danificado.

## Recuperação
Ao anoitecer, Taniguchi foi levado para uma colina para descansar, onde foi rodeado por sobreviventes confusos e sedentos. Na manhã seguinte, todos, exceto Taniguchi, estavam mortos. Durante os dois dias seguintes, as equipas de salvamento passaram por ele sem notá-lo, pois estava demasiado fraco para conseguir pedir ajuda. Taniguchi foi finalmente resgatado no dia 11 de agosto e levado para uma clínica rural a cerca de 29 km de Nagasaki. Em meados de setembro foi transferido para uma clínica de uma escola primária em Nagasaki para receber o primeiro tratamento médico de uma equipe do Hospital Universitário. A clínica não era higiénica e os tratamentos iniciais revelaram-se inadequados, pois as suas feridas infeccionavam e pioravam.
Em novembro Taniguchi foi transferido para o Hospital da Marinha de Omura, onde passou os 21 meses seguintes deitado de barriga para baixo, devido às graves queimaduras de terceiro grau nas costas. Durante este período Taniguchi desenvolveu graves escaras no peito. Como ele recorda, "abriram-se buracos entre as minhas costelas e o movimento do meu coração e de outros órgãos tornou-se visível através da pele."[7] 
Em outubro de 1945 o fotógrafo dos fuzileiros navais americanos Joe O'Donnell tirou uma fotografia das costas de Taniguchi enquanto registava o rescaldo dos bombardeamentos em 50 cidades japonesas. Esta fotografia atualmente é exibida em museus como uma representação gráfica dos ferimentos sofridos pelos sobreviventes dos bombardeamentos. O cartão de visita de Taniguchi apresentava esta fotografia com a legenda: "quero que você entenda, nem que seja só um pouco, o horror das armas nucleares"[8].
As fotografias coloridas das costas vermelhas de Sumiteru Taniguchi são de um filme tirado pelo (atribuído ao) Tenente Herbert Sussan.[9] O Sargento Joe O'Donnell tirou uma fotografia anterior, em preto e branco, a qual esta está incluída no seu livro, Japan 1945: A U.S. Marine's Photographs from Ground Zero.
Em maio de 1947 Taniguchi conseguia finalmente sentar-se e em 20 de março de 1949 teve alta do hospital de Omura[3]. Pouco depois da alta, voltou a trabalhar nos correios de Nagasaki, apesar de precisar de receber tratamento médico e de os médicos avisarem que ele não poderia fazê-lo.[10] A cicatrização inadequada das queimaduras e em certa medida os efeitos estocásticos retardados da exposição à radiação durante e após os bombardeamentos manifestaram-se no crescimento de numerosos tumores queloides de queimaduras.
Desde 2007 até à sua morte Taniguchi foi submetido a dez cirurgias para remover tumores benignos. Taniguchi também foi submetido a várias cirurgias de enxerto de pele nas costas e no braço esquerdo.

## Ativismo
Taniguchi dedicou sua vida a informar as pessoas sobre as consequências do bombardeio atômico de 1945 e a fazer campanha contra a proliferação nuclear. Ele fez aparições públicas frequentes para falar com grupos de estudantes e participar de manifestações pedindo o desarmamento nuclear. Taniguchi deu inúmeras entrevistas contando suas experiências e apareceu no documentário de Steven Okazaki de 2007, Clarão/Chuva Negra: A Destruição de Hiroshima e Nagasaki.

## Morte
Taniguchi morreu de câncer de papila duodenal em Nagasaki em 30 de agosto de 2017, aos 88 anos.